# Seiko Astron
Pour les articles homonymes, voir Astron.

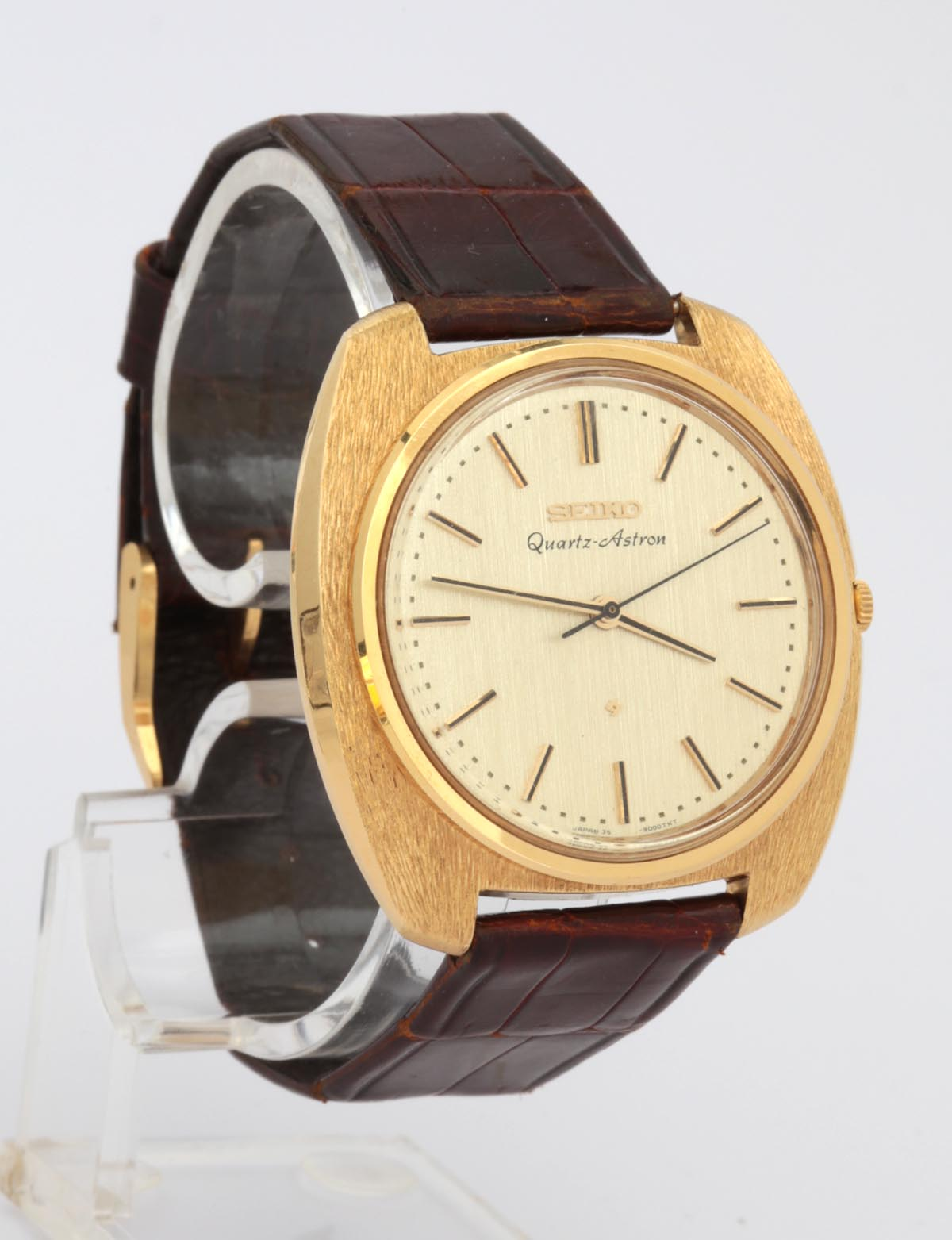
Montre bracelet Seiko Astron.

La montre Seiko Quartz Astron-35SQ, dévoilée en 1969 par l'entreprise d'horlogerie japonaise Seiko, est la première montre quartz au monde, c'est-à-dire utilisant un oscillateur à quartz. 
Elle est inscrite sur la liste des IEEE Milestones regroupant les avancées majeures en génie électronique.

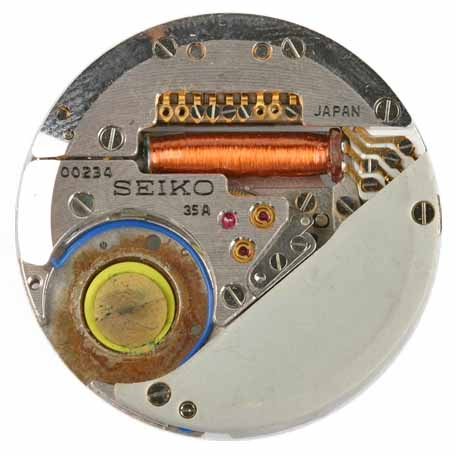
Mouvement Quartz de la Seiko Astron, 1969 (Deutsches Uhrenmuseum, Inv. Inv. 2010-006).

## Historique
L'Astron est dévoilée le 25 décembre 1969 à Tokyo après dix ans de recherche et développement à Suwa Seikosha (actuellement Seiko Epson), une entreprise du groupe Seiko. En moins d'une semaine, cent montres en or sont vendues à un prix de détail de 450 000 yen (1 250 $ US) ce qui représente à l'époque l'équivalent du prix d'une voiture de taille moyenne. 
Les éléments essentiels incluent un oscillateur à quartz (8 192 Hz), un circuit intégré hybride ainsi qu'un petit moteur. La précision de l'Astron est de l'ordre de ± 5 secondes par mois, soit une minute par an.

## 40eanniversaire
En mars 2010, Seiko présente au salon mondial de l'horlogerie Baselworld une édition limitée à l'occasion du quarantième anniversaire de la montre.